# مارچیانو دلا کیانا
مارچیانو دلا کیانا (به ایتالیایی: مارسیانو دلا چیانا) یک کومونه در ایتالیا است که در استان آرتزو واقع شده‌است.

## خصوصیات
مارچیانو دلا کیانا ۲۳٫۷ کیلومترمربع مساحت و ۳٬۳۴۶ نفر جمعیت دارد و ۳۲۰ متر بالاتر از سطح دریا واقع شده‌است.